# Acalolepta kusamai
Acalolepta kusamai es una especie de escarabajo longicornio del género Acalolepta, tribu Monochamini, subfamilia Lamiinae. Fue descrita científicamente por Hayashi en 1969.
Se distribuye por Japón. Mide aproximadamente 17-29 milímetros de longitud. El período de vuelo de esta especie ocurre entre mayo y agosto.